# Gökhan Yavaşer
Gökhan Yavaşer (ur. 1 stycznia 1978) – turecki zapaśnik w stylu wolnym. Olimpijczyk z Aten 2004, gdzie zajął piętnaste miejsce w kategorii 84 kg.
Siódmy w mistrzostwach świata w 2003 i 2009. Złoty medal mistrzostw Europy w 2004. Trzeci w Pucharze Świata w 2001, szósty w 2006 i szósty w drużynie w 2008. Brązowy medalista uniwersjady w 2005. Wojskowy mistrz świata w 2003. Mistrz Europy juniorów w 1997 roku.